# Presence
Presence е седми студиен албум на британската хардрок група Лед Зепелин, издаден от собствения им лейбъл Суан Сонг Рекърдс на 31 март 1976 г. Записите са осъществени в труден период за групата, в който вокалистът Робърт Плант претърпява автомобилна катастрофа.
Албумът предизвиква противоречиви реакции от страна на критика и фенове и очаквано е сред най-слабо продаваните продукции на групата (заедно с Coda). Единствено в САЩ статусът му е тройно-платинен. За Джими Пейдж, обаче, Presence е най-важния в творчеството на Цепелин – доказателство, че съставът върви напред въпреки сътресенията.

## История
Плочата е замислена след продължителното възстановяване на Робърт Плант от автомобилен инцидент на о-в Родос в Гърция на 5 август 1975 г. Това обстоятелство отлага световното турне на групата, предвидено да започне няколко седмици по-късно от 23 август. Моментът съвпада с може би най-голямата популярност на Цепелин от основаването си. След катастрофата Плант е приет в гръцка болница, за което си спомня:
„Лежах в болницата със силни болки, опитвах се да махна хлебарките от леглото си, когато човекът до мен, пиян войник, започна да пее The Ocean от Houses of the Holy.“
Оздравяването продължава на о-в Джърси и в Малибу, (Калифорния), където са написани няколко текста. Малко по-късно Пейдж доразвива музикално идеите и двамата подготвят достатъчен материал за репетиции, осъществени в Hollywood's SIR Studio заедно с останалите членове на бандата.
След месец репетиции албумът е записан за осемнадесет дни в Musicland Studios в Мюнхен, като Плант записва вокалите в инвалиден стол. Това е най-бързо записания албум на групата след дебютния Led Zeppelin I. Малкото време за запис е заради късното наемане на студиото непосредствено преди записите на Rolling Stones на албума им Black and Blue. Стоунс са били изумени, когато научили за краткото време на запис и миксиране на вече завършения албум. Пейдж прекарва два дни без сън за да завърши китарните партии. По-късно той си спомня:
„Трябваше да работим бързо. Всички партии бяха записани за една нощ, а мислех, че ще са ми нужни поне три, и то в индивидуални сесии. Забелязваш как всичко се излива изведнъж, подрежда се и след това изкристализира. Бях много доволен от свиренето си в целия албум, просто всичко вървеше по вода.“
В инервю за Guitar World, дадено през 1998 г. Пейдж посочва, че е работил средно по 18 – 20 часа за денонощие по време на записите в Musicland Studios.
„Когато с групата приключихме своята част от записите, аз и инженерът Кейт Харъууд веднага се заехме с миксирането и това продължаваше, докато не припаднехме от умора. Който пръв отвореше очи, будеше другия, започвахме пак, и така, докато отново не се изтощим и заспим.“
Записването на Presence е особено изпитание за Плант. Студиото е в мазето на стар хотел и певецът е обхванат от клаустрофобия. Още не е отшумяла контузията от катастрофата, липсва му семейството. След време той ще си припомни:
„Прекарах записите в инвалиден стол, тъй че бях силно затруднен физически. Не бях доволен от това, което се получи. Гласът ми звучи пренапрегнато и уморено. Изключение бяха парчетата Candy Store Rock и Achilles Last Stand, чиито ритъм беше толкова завладяващ. Бях бесен на Пейдж и Питър Грант, че не можех да съм при семейството си, което обичах, въобще не ми пукаше за рок енд рола.“
Албумът е завършен на 26 ноември 1975 г., ден преди Деня на благодарността. В телефонен разговор на запитване от Swan Song, Пейдж предлага Ден на благодарността за заглавие на албума. Идеята бързо е отхвърлена, в полза на име, отразяващо силното присъствие и влияние, което има групата.

## Композиции
Шест от седемте песни в албума са написани от Пейдж и Плант, а само една е дело на четиримата членове. Това се дължи на факта, че голяма част от материала е подготвен и оформен в Малибу, където първоначално само Джими Пейдж се присъединява към Плант, който все още се лекува. Отговорността за завършването на Presence е поета изцяло от китариста, което личи и от доминирането на китарата в записаната продукция.
Presence е завръщане към корените на хардрока, по подобие на дебютния Led Zeppelin, но с една идея по-усложнен. Това белжи рязка промяна в саунда на групата към по-опростено звучене (в сравнение с предходните плочи), базирано на китарни рифове. Това е единствения албум на Цепелин без клавишни и с изключение на Candy Store Rock – без акустична китара. Звученето рязко контрастира с това на следващия In Through the Out Door, където кийбордите изобилстват, а рифовете на китарата са „допуснати“ едва като фон в някои композиции.
Промяната в стилистика на звука е пряк резултат от драматичните обстоятелства около записите на албума. Както по-късно Пейдж казва за онези времена:
„Мисля, че това бе реакция на цялостната ни потиснатост по онова време. Има много спонтанност в този проект. Мислехме, че не са ни останали никакви идеи, а всичко сякаш се изля от нас изведнъж.“
Сходни са и мислите на Робърт Плант:
„Това беше като вик за оцеляване. Няма друг албум като този – зов от бездната и единственото което можахме да направим.“
Очаквано само две парчета от плочата са избрани за концертните изяви на групата – Achilles Last Stand и Nobody’s fault but mine. Те фигурират в сетлистите на северноамериканското турне 1977 г. и последното Tour Over Europe през 1980 г. Част от солото на Tea For One е включено в Since I´ve Been Loving You, изпълнявана на тези турнета, но не и цялата песен.
Слабото представяне на албума на живо е може би разбираемо, като се има предвид, че първото турне след записите е цяла година след реализацията на Presence.

## Обложка
Обложката и вътрешността са направени от Hipgnosis, включва различни илюстрации с присъствието във всяка на фигура на черен обелиск. Във вътрешността тя е отбелязана просто като Обектът. Замисъла е да се предаде „влиянието и присъствието“ на Лед Зепелин. В редовете за бележки на първия Boxed Set Пейдж разказва:
“Нямахме работно заглавие и дизайнерът на албума ми каза: ’Винаги когато мисля за групата аз я свързвам със сила и мощ. Това определено значи присъствие (presence)’. Той искаше да го наречем ‘Обелиск’. За мен беше по важно онова, което стоеше зад обелиска. Обложката е леко иронична. Беше някаква закачка с филма 2001: Космическа одисея
Фонът на изображението на обложката е изкуствено пристанище, инсталирано в Лондонската Earl´s Court Arena за годишното корабно изложение състояло се в залата през зимата на 1974-75 г. Малко след това на същото място групата изнася серия концерти.
През 1977 Hipgnosis и Джордж Харди са номинирани за Грами в категорията най-добро оформление на албум.

## Излизане и реакции на критиката
Албумът е издаден на 31 март 1976 г. със закъснение заради обложката. На Острова предварителните поръчки достигат едни от най-високите нива, донасяйки на плочата златен статут в деня на излизането ѝ. В Щатите покорява върха на Билборд скачайки за 2 семици с 24 места. Това обаче, не е най-продавания албум на групата, като получава и негативни критики след появата си. В края на същата година допълнително е засенчен от излизането на филма The Song Remains The Same и саундтрака към него.
Според Дейвид Луис: „Феновете, свикнали с разнообразието и експериментите на предишните им работи този път останаха разочаровани.“ По-късно и Пейдж признава това, като го обяснява с трудностите около записването: „За много хора това не е лесен албум за възприемане и слушане.“ Въпреки първоначалния топъл прием, Луис счита, че Presence е най-недооценената част от каталога им. Формулата барабани-бас-китара може да е лишена от разнообразието на предишните им плочи, но по отношение на чистата енергия съдържа значителен заряд и е една от най-силните им продукции. Албумът също така е успех и за Джими Пейдж. Доминиращата китара и солата носят духа на трудния период, който групата преживява по това време. Presence е Лед Зепелин, опрени до стената.“
Музикалният журналист Стивън Дейвис (автор на биографичната им Hammer of the Gods) дава противоречива оценка за албума по време на излизането му, но след години ревизира мнението си, като го сочи за негов фаворит от албумитве на групата и най-добро постижение за студиен първичен саунд.

## Състав
- Джон Бонъм – барабани и перкусии
- Джон Пол Джоунс – четири и осемструнна баскитара
- Джими Пейдж – акустична и електрическа китара
- Робърт Плант – вокали, устна хармоника

### Персонал
Barry Diament – мастъринг (Оригинално CD)

Питър Грант – изпълнителен продуцент

Jeremy Gee – тон режисьор

George Hardie – дизайн обложка

Keith Harwood – миксиране

Hipgnosis – обложка

George Marino – римастъринг CD